# Gennadij Padalka
Gennadij Ivanovič Padalka (rusky Геннадий Иванович Падалка, * 21. června 1958 v Krasnodaru, RSFSR) byl původně vojenský letec, od dubna 1989 je sovětský, po rozpadu Sovětského svazu ruský kosmonaut, člen oddílu kosmonautů Střediska přípravy kosmonautů J. A. Gagarina. Na přelomu let 1998/99 absolvoval půlroční kosmický let na stanici Mir, v letech 2004, 2009, 2012 a 2015 pobýval vždy několik měsíců na Mezinárodní vesmírné stanici (ISS). Celkem strávil ve vesmíru 878 dní, což byla do února 2024 celosvětově rekordní hodnota.

## Život

### Mládí
Gennadij Padalka je ruské národnosti, narodil se v dělnické rodině žijící v Krasnodaru na jihu Ruska. Po ukončení střední školy vystudoval Jejskou vojenskou vysokou leteckou školu V. M. Komarova, poté od roku 1979 sloužil v sovětském vojenském letectvu v NDR a na Dálném východě. Je letcem 1. třídy s náletem 1300 hodin.

### Kosmonaut
Koncem osmdesátých let projevil zájem o profesi kosmonauta, prošel nezbytnými lékařskými prohlídkami a 25. ledna 1989 byl státní meziresortní komisí doporučen ke kosmonautickému výcviku. Dne 22. dubna 1989 byl rozkazem ministra obrany zařazen do oddílu kosmonautů Střediska přípravy kosmonautů J. A. Gagarina (CPK). Absolvoval dvouletou všeobecnou kosmickou přípravu a 1. února 1991 mu byla přiznána kvalifikace „zkušební kosmonaut“. Od dubna 1991 se připravoval na let na Mir.
Roku 1994 získal titul inženýr-ekolog na Státní akademii ropy a plynu, fakultě Aerokosmoekologie a kvalifikaci instruktora výsadkové přípravy (má za sebou 300 seskoků).
V únoru 1996 byl určen velitelem záložní posádky 24. expedice na Mir (EO-24, let Sojuz TM-26) a hlavní posádky 26. expedice (EO-26). Záložní posádka 24. expedice ve složení Padalka, Sergej Avdějev a Jean-Pierre Haigneré se připravovala v září 1996 – srpnu 1997. Od října 1997 se Padalka a Avdějev, od března 1998 ještě s Jurijem Baturinem chystali na let Sojuzu TM-28 a expedici EO-26.

#### První let
Sojuz TM-28 s posádkou Padalka, Avdějev, Baturin odstartoval z Bajkonuru 13. srpna 1998. Členové nové základní posádky převzali stanici od stávajícího osazenstva (EO-25), které s Baturinem 25. srpna odletělo domů. Padalka s Avdějevem zůstali na stanici do února následujícího roku, věnovali se údržbě stanice a vědecké práci (včetně experimentu Znamja 2,5). Předali stanici 27. základní posádce (Viktor Afanasjev, Jean-Pierre Haigneré) a 28. února 1999 přistáli na Zemi po 198 dnech 16 hodinách a 31 minutách pobytu ve vesmíru.

#### Mezi lety
Ještě během vesmírného letu byl v únoru 1999 zařazen do záložní posádky 29. expedice (EO-29) se Sergejem Treščovem, ale v červnu 1999 byly lety na Mir po 27. expedici zrušeny a posádky rozpuštěny.
Od června 1999 byl s Nikolajem Budarinem v hlavní posádce letu ISS-1R (Sojuz-zachránce). V případě neúspěchu automatického spojení modulu Zvezda se zárodkem ISS (Zarja + Node 1) by odstartovali kosmonauti a provedli spojení ručně. Spojení modulů proběhlo v červenci 2000 bez problémů, kosmonautů nebylo třeba.
Současně byl od července 1999 velitelem záložní posádky Expedice 4 na ISS, v listopadu 2000 – prosinci 2001 s Michaelem Finckem a Stephenem Robinsonem cvičili v Hvězdném městečku a Houstonu.
V březnu 2002 byl jmenován velitelem Expedice 9 ve složení Padalka, Fincke, Oleg Kononěnko. Po havárii Columbie v únoru 2003 byl program letů a složení posádek měněn, nakonec byli Padalka s Finckem od prosince 2003 náhradníci pro Expedici 9 a hlavní posádkou pro Expedici 10, v lednu 2004, po dalších rošádách vyvolaných zdravotními problémy Williama McArthura, s Finckem postoupili na místo hlavní posádky Expedice 9.

#### Druhý let

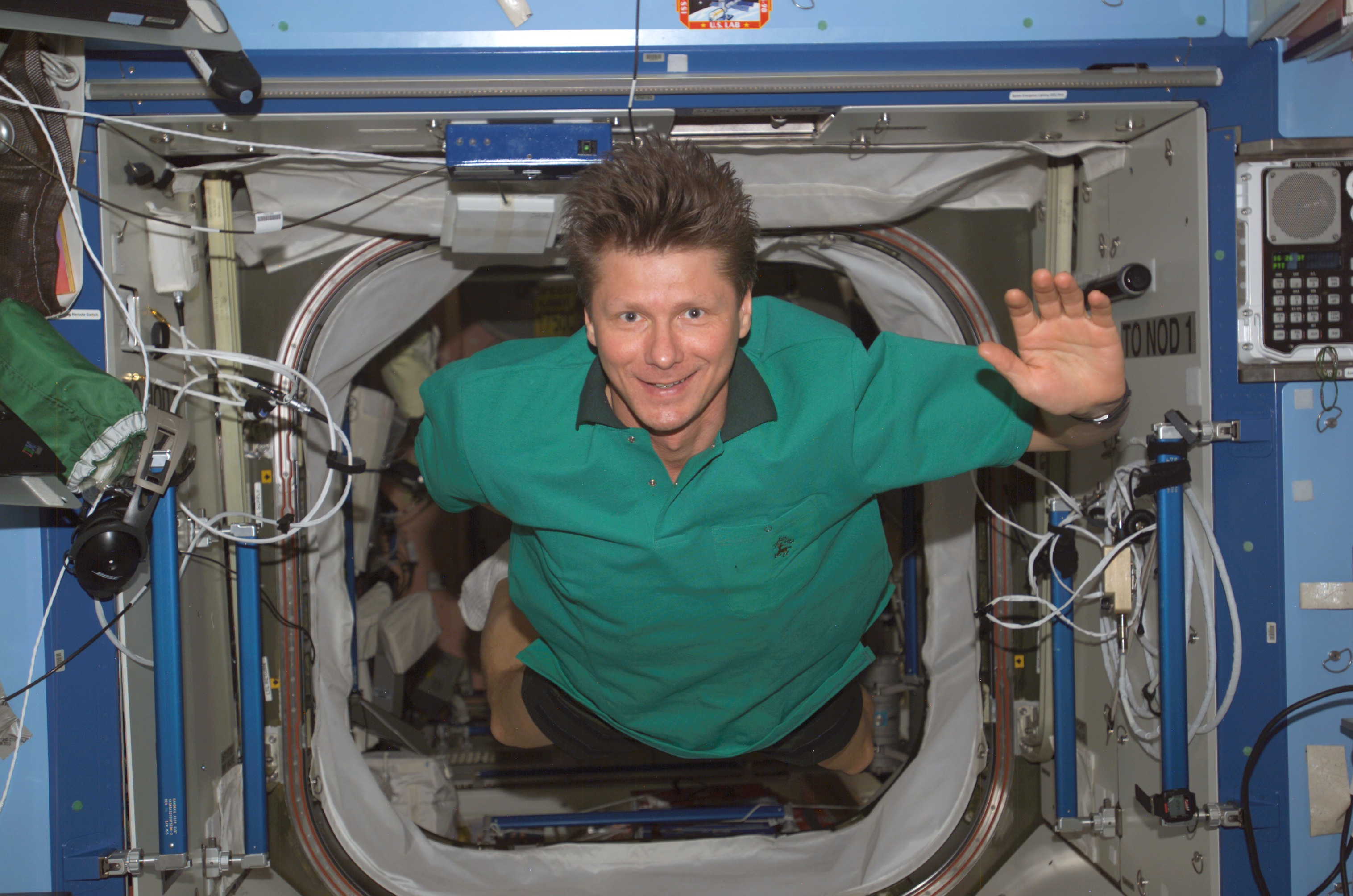
Padalka na ISS (v modulu Destiny), 24. dubna 2004.

K druhému letu odstartoval Padalka v Sojuzu TMA-4 19. dubna 2004, s Finckem a astronautem ESA z Nizozemí André Kuipersem. Členové nové základní posádky převzali stanici od stávajícího osazenstva (Expedice 8), které s Kuipersem 30. dubna odletělo na Zem. Padalka s Finckem zůstali na stanici do října, věnovali se údržbě stanice a vědecké práci. Po půlročním pobytu předali stanici Expedici 10 (Leroy Chiao, Saližan Šaripov) a 24. října 2004 přistáli na Zemi po 187 dnech 21 hodinách a 17 minutách pobytu ve vesmíru.

#### Mezi lety
V letech 2006–2007 byl předběžně navrhován do záložních posádek Expedice 18 a 17. Roku 2007 absolvoval Ruskou akademii státní služby, s diplomovou prací na téma „Problémy regionální bezpečnosti v zemích Střední Asie“.
V srpnu 2007 byl předběžně vybrán do Expedice 19 (s Michaelem Barrattem), v únoru 2008 bylo složení posádky oficiálně potvrzeno. Od května do října 2008 se současně připravoval i jako náhradník Expedice 18. V březnu 2009 byl uvolněn z vojenské služby.

#### Třetí a čtvrtá mise

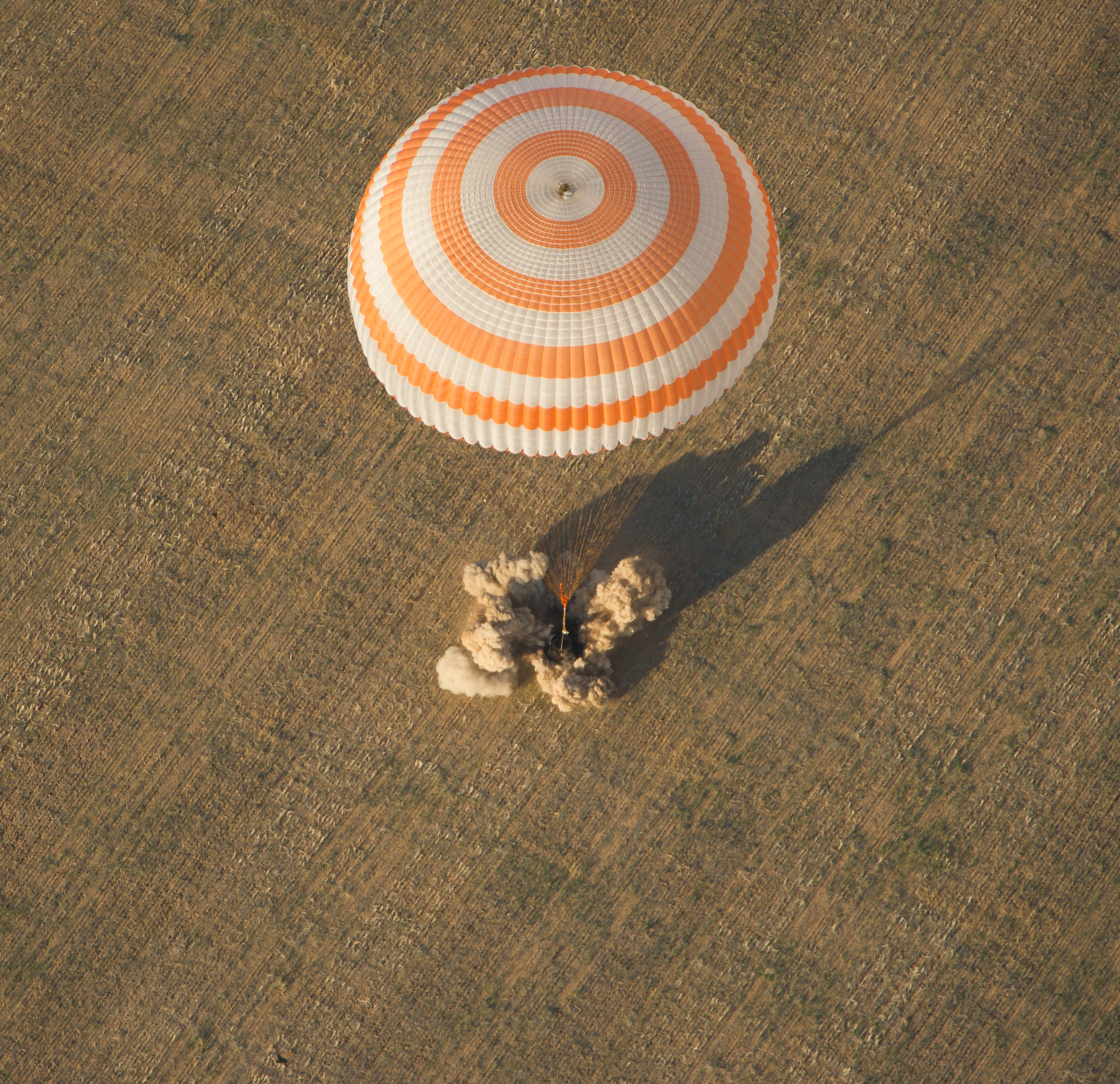
Přistání Sojuzu TMA-04M v Kazachstánu, 17. září 2012

Potřetí odstartoval Padalka v Sojuzu TMA-14 26. března 2009, s Barrattem a již podruhé letícím vesmírným turistou Charlesem Simonyim. Členové nové základní posádky převzali stanici od stávajícího osazenstva – Expedice 18, ze které přešel do Expedice 19 Kóiči Wakata. Ostatní kosmonauti z Expedice 18 a Simonyi se 8. dubna vrátili na Zem. Padalka, Barratt a Wakata zůstali na stanici a věnovali se běžné vědecké a provozní činnosti.
Dne 29. května se k trojici kosmonautů na stanici připojila posádka Sojuzu TMA-15, ten den se číslo Expedice změnilo na 20, první šestičlenné na ISS. Padalka zůstal velitelem stanice. Dne 11. října 2009 přistál Padalka s Barratem a kanadským vesmírným turistou Guyem Lalibertém v Sojuzu TMA-14 v Kazachstánu, napotřetí strávil v kosmu 198 dní, 16 hodin a 42 minut.
V lednu 2010 byl jmenován velitelem posádky lodi Sojuz TMA-04M s plánovaným startem k ISS v březnu 2012 a členem Expedice 31 a 32. V Sojuzu TMA-04M vzlétl na oběžnou dráhu 15. května 2012 společně se Sergejem Revinem a Josephem Acabá, o dva dny později se připojili k posádce ISS.
O čtyři měsíce později se kosmonauti vrátili do Sojuzu, 16. září 2012 v 23:09:00 UTC se Padalka, Revin, Acabá s lodí odpojili od stanice a druhý den v 02:52:53 UTC přistáli v kazašské stepi severovýchodně od Arkalyku. Let trval 124 dní, 23 hodin a 52 minut.

#### Pátá mise
V září 2013 nahradil Jurije Lončakova v Expedici 43/44 plánované na březen – září 2015. V Sojuzu TMA-16M s ním 27. března 2015 k ISS odstartovali Michail Kornijenko a Scott Kelly, kteří zůstanou na ISS celý rok (tj. i v Expedici 45 a 46).
Na Zemi se vrátil v Sojuzu TMA-16M 12. září 2015, spolu s dánským astronautem Andreasem Mogensenem a kazašským kosmonautem Aidynem Aimbetovem, kteří navštívili ISS pouze na deset dní. Padalka strávil na poslední misi 168 dní, 5 hodin a 8 minut, a svou celkovou délku pobytu ve vesmíru tak navýšil na 878 dní, 11 hodin a 29 minut. Tím překonal dosavadní rekord Sergeje Krikaljova, který činil 803 dní. O prvenství ho po 8 letech a 4 měsících připravil Oleg Kononěnko 4. února 2024.
K 28. dubnu 2017 odešel Padalka z oddílu kosmonautů i Střediska přípravy kosmonautů.

### Soukromý život
Padalka je ženatý, má tři dcery.

## Vyznamenání
- Hrdina Ruské federace (5. dubna 1999),[1]
- Letec-kosmonaut Ruské federace (5. dubna 1999),[1]
- Řád Za zásluhy o vlast IV. třídy (23. února 2005),[1]
- Řád Za zásluhy o vlast III. třídy (2. dubna 2010),[1]
- Řád Za zásluhy o vlast II. třídy (22. května 2014),[1]
- Řád Dostyk II. třídy (3. prosince 2015; kazašský, Řád Družby).[1]